# Eduard von Keyserling
Eduard von Keyserling, född 15 maj 1855 i Tels-Paddern (Kalvene), Lettland; död 28 september 1918 i München, var en balttysk greve och författare inom impressionismen.

## Biografi
von Keyserling föddes i Kurland och var som vuxen godsförvaltare där. En lång tid vistades han i Italien. 1907 blev han blind.
Han skrev romaner, noveller och dramatik. Han är mest känd för sin prosa, som skildrar den kurländska adelns liv. Inlevelsefyllt skildrar han tröttheten och uppgivenheten hos sin egen klass.